# Canti di Roma antica
I Canti di Roma antica (Lays of Ancient Rome) sono una raccolta di poesie realizzate da Thomas Babington Macaulay tra il 1832 ed il 1834.

## Contenuti
Le poesie esplorano temi come la gloria di Roma, i suoi imperatori, le battaglie e le conquiste, e il senso di decadenza che ha colpito l'impero. Macaulay utilizza uno stile vivace e immagini evocative per trasmettere la grandiosità della Roma antica e la sua influenza duratura sulla cultura occidentale.
Personaggi chiave delle storia romana vengono letti in chiave allegorica (Nerone, ad esempio, rappresenta la decadenza e il declino morale di Roma, mentre Giulio Cesare ne incarna la potenza): ognuno di questi personaggi incarna una fase diversa della storia romana, andando ad evidenziarne le differenze nel corso del tempo.

## Edizioni italiane
- Canti di Roma antica di T. B. Macaulay e Poesie sulla schiavitù e frammenti di E. W. Longfellow, traduzione di Luisa Grace Bartolini, Firenze, Successori Le Monnier, 1869.